# مری بت بووی
مری بت بووی (انگلیسی: Mary Beth Bowie؛ زادهٔ ۲۷ اکتبر ۱۹۷۸) بازیکن فوتبال اهل کانادا است.
وی همچنین در تیم ملی فوتبال زنان کانادا بازی کرده‌است.